# Râul Roșia, Hârtibaciu
Râul Roșia este un curs de apă, afluent al râului Hârtibaciu. 